# Ferodo
Ferodo è un'azienda meccanica inglese; è una delle aziende più conosciute per quanto riguarda i materiali d'attrito, al punto che il materiale d'attrito viene spesso chiamato, in gergo comune, ferodo.
Fondata da Herbert Frood nel 1897, è stata la prima società al mondo completamente dedicata alla progettazione e alla produzione di materiali d'attrito in particolare per i freni.
Il nome dell'azienda deriva dall'anagramma, con l'aggiunta di una "e", del cognome del suo fondatore.
Ha impianti produttivi in 24 paesi ed è entrata nel 1998 a far parte del gruppo Federal-Mogul.

## Storia
Nel 1897 inizia l'epoca dei materiali d'attrito industriali: a Chapel-en le Frith, nella periferia di Manchester, in Inghilterra, il tecnico autodidatta Herbert Frood fonda la Herbert Frood Company e inizia a sperimentare metodi frenanti per i veicoli a motore basati sull'attrito radente.
All'epoca i sistemi frenanti erano realizzati con ganasce azionate da leve o manovelle che stringevano ceppi di legno sulle ruote provocando un rallentamento del veicolo, ma gli svantaggi del metodo erano evidenti: l'usura del materiale delle ruote nonché la bassa capacità frenante dei ceppi di legno, tra l'altro eccessivamente sensibili alle condizioni atmosferiche.
Questi sistemi approssimativi vennero superati da Frood, che dopo alcuni tentativi riuscì ad ottenere risultati più soddisfacenti con cinghie di cotone che fece indurire imbevendole di oli minerali; brevettò questo sistema di ceppi induriti di materiali fibrosi nel 1901. Si trattava ancora di attrito radente, ma con un migliore coefficiente di frizione.

### L'epoca dell'amianto
L'azienda di Frood diventò sempre più importante man mano che si sviluppava il settore automobilistico, e nel 1912 brevettò un nuovo sistema d'attrito basato su materiali tessili, fibre di amianto e composti chimici. L'ottima prestazione dell'asbesto, materiale già conosciuto ed elogiato nell'antichità, era dovuta anche alla proprietà di surriscaldarsi a temperature molto elevate senza incendiarsi o lesionarsi.
Nel 1920 La Herbert Frood Company prese ufficialmente il nome di Ferodo Ltd., anagramma del nome Frood, e nei decenni a seguire divenne così popolare che il nome dell'azienda prese ad essere usato come nome comune e sinonimo del prodotto, fino a diventare sinonimo di tutti i materiali d'attrito.
Risalgono probabilmente al XX secolo le definizioni tuttora presenti in alcuni dizionari che indicano il feròdo come «particolare tessuto di amianto molto resistente all'usura e alle variazioni di temperatura, che si usa nelle guarnizioni dei freni e della frizione dell'automobile.» 
Il successo commerciale dell'amianto e le sue provate qualità fecero sì che si continuasse ad usare questo materiale in molti settori fino ad epoche recenti, quando i rischi per la salute divennero evidenti e le normative restrittive.
In Italia, la legge fondamentale è la Legge 257 del 27 marzo 1992, “Norme relative alla cessazione dell'impiego dell'amianto”.
Già nel 1982 il Decreto del presidente della Repubblica n.904 accoglieva la direttiva comunitaria n. 76/769 per attuare le «restrizioni all'immissione sul mercato e all'uso sul territorio nazionale delle sostanze e dei preparati pericolosi elencati nell'allegato», tra cui l'amianto.
Grazie alle normative e agli investimenti in nuove tecnologie non vengono più prodotti materiali d'attrito con l'amianto.

### Nuovi materiali
L'azienda Ferodo è dal 2005 marchio leader nel settore della produzione di materiali d'attrito inorganici per il settore racing.
I materiali d'attrito in uso sono composti in varia misura da aramide, resina, ceramica, ossido di alluminio, grafite e carbone.